# Licor 43
Licor 43, ou Cuarenta y Tres (43 en espagnol) est une liqueur espagnole très ancienne fabriquée à partir d'une recette de famille secrète composée de 43 ingrédients naturels comprenant des agrumes de Méditerranée et des extraits de plantes sélectionnés. De couleur jaune et de texture épaisse, Cuarenta y Tres titre 31° d'alcool. 

## Description
Sa saveur complexe et harmonieuse peut être perçue sur quatre plans :
- Agrumes : réminiscence d'arômes vivifiants d'agrumes de Méditerranée
- Extraits de plantes : subtile touche épicée de coriandre.
- Douceur : apportée par la douce sensation de fruits mûrs avec des nuances de vanille.
- Note florale : douces notes de fleurs d'orange et de citron de Méditerranée avec une pointe d'astringence provenant de l'écorce des agrumes atténuée par des notes de fruits mûrs.

## Production
La Licor 43 est fabriquée et distribuée par Diego Zamora S.A., une entreprise familiale (depuis trois générations) basée à Cartagène en Espagne. Il s'agit de la liqueur espagnole la plus exportée au monde, commercialisée dans plus de 60 pays, principalement en Europe du Nord, États-Unis, Porto Rico et dans les pays d'Amérique centrale (mais pratiquement pas en France où on ne la trouve que chez quelques rares liquoristes).

## Sources
- (es) Cet article est partiellement ou en totalité issu de l’article de Wikipédia en espagnol intitulé « Licor 43 » (voir la liste des auteurs).